# Glycymeris bimaculata
Glycymeris bimaculata (лат.) — вид двустворчатых моллюсков семейства Glycymerididae.

## Внешний вид и строение
Длина раковины 80—115 мм. Это один из крупнейших двустворчатых моллюсков Средиземного моря. Его раковины округлые, довольно разнообразно окрашенные.

## Распространение и места обитания
Этот вид широко распространен в Средиземном море.